# 白木屋品牌探索馆
白木屋品牌探索馆是曾存在於台灣桃園市楊梅區的博物館。白木屋品牌探索館為蛋糕品牌白木屋所經營的觀光工廠，坐落於楊梅幼獅工業區，其展覽館分為兩層樓共三部份，一樓館區入口處設有簡報室，為參觀民眾播放簡單的品牌文化短片，接著為意象廊道及販售區；第二部份可參觀工廠製作流程；第三部份可以觀摩員工進行蛋糕裝飾、加工、包裝的過程，另可DIY體驗蛋糕製作。2018年5月18日，母公司白木屋因不堪虧損宣布停業，品牌探索馆亦在不久後停業。